# 우틸리아 렝키비츠
우틸리아 렝키비츠(덴마크어: Utilia Lenkiewitz, 결혼 이전의 성(姓): 판 만데르(van Mander), 1711년 ~ 1770년 9월 3일)는 덴마크의 배우이다.
악기 연주가인 카를 폰 마네르(Carl van Mander)의 딸로 태어났다. 1748년 코펜하겐에서 덴마크 왕립극장이 개관하면서 연출가 겸 오르간 연주자인 카를 아우구스트 틸로(Carl August Thielo)에 의해 연극 배우로 발탁되었다. 1749년에는 폴란드 출신의 배우인 아담 렝키비츠(Adam Lenkiewitz, 1723년 ~ 1783년)와 결혼했다.